# Rosa hirtula
Rosa hirtula är en rosväxtart som först beskrevs av Eduard August von Regel, och fick sitt nu gällande namn av Takenoshin Nakai. Rosa hirtula ingår i släktet rosor, och familjen rosväxter. Inga underarter finns listade i Catalogue of Life.

## Bildgalleri

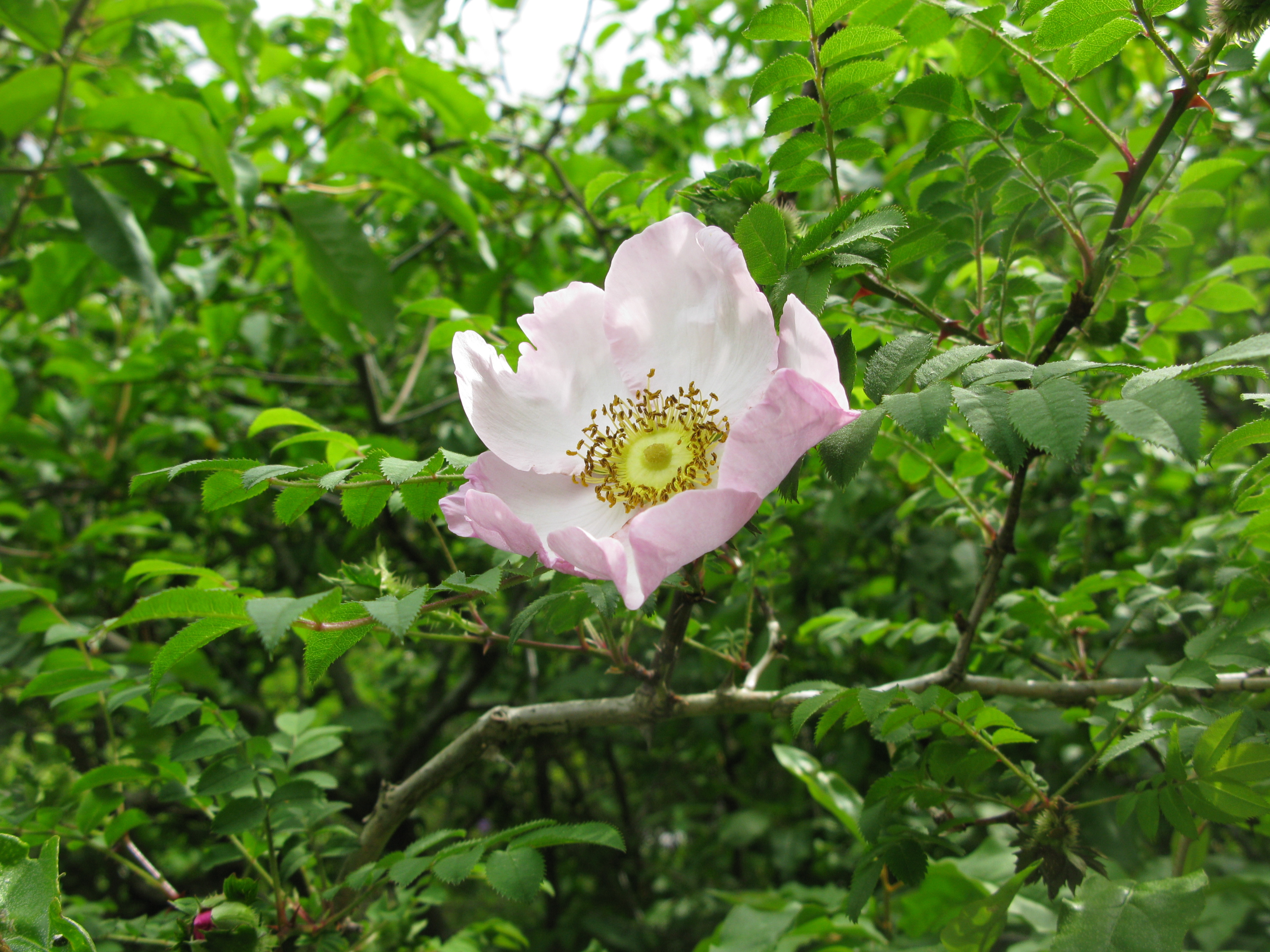
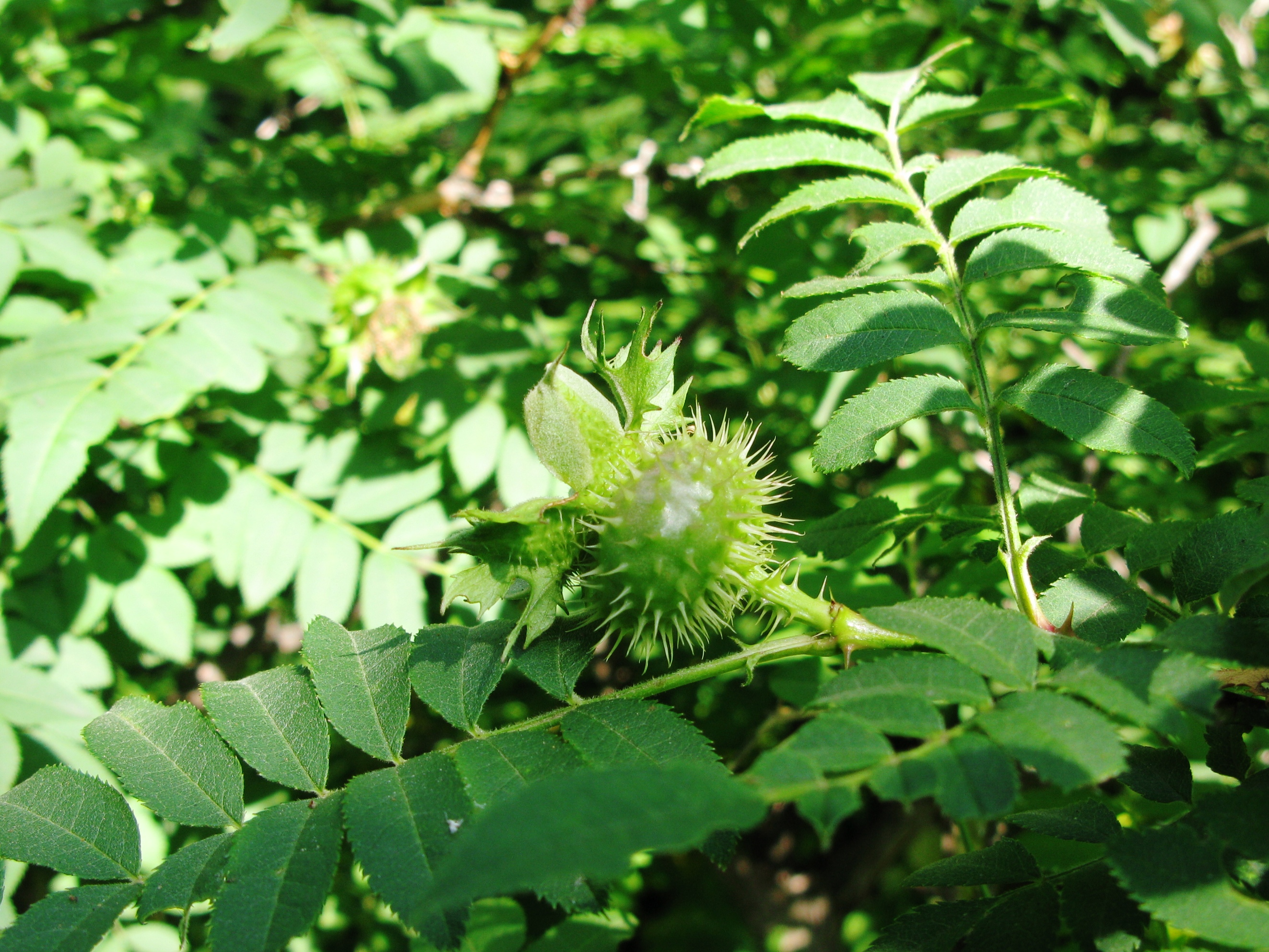
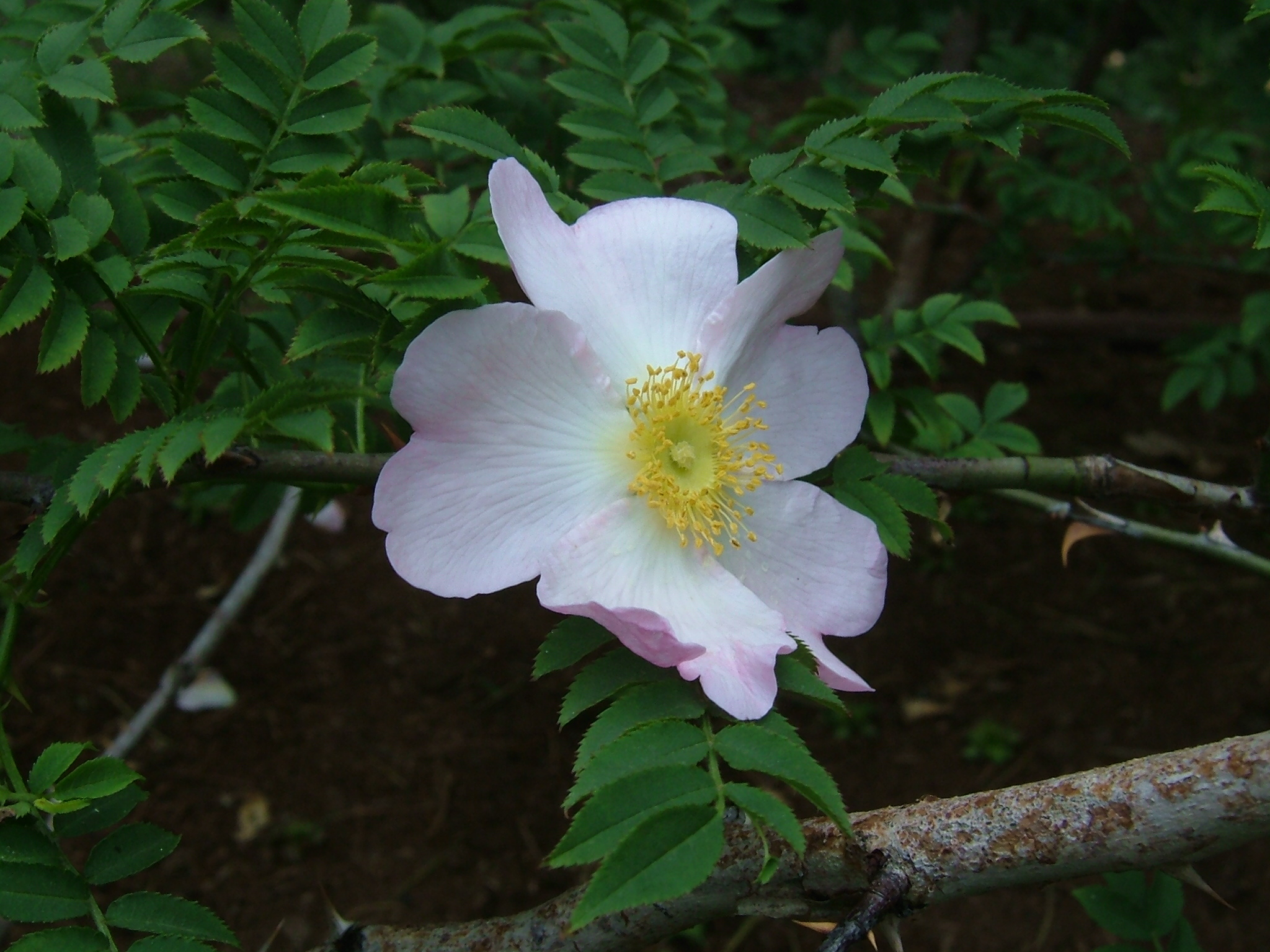
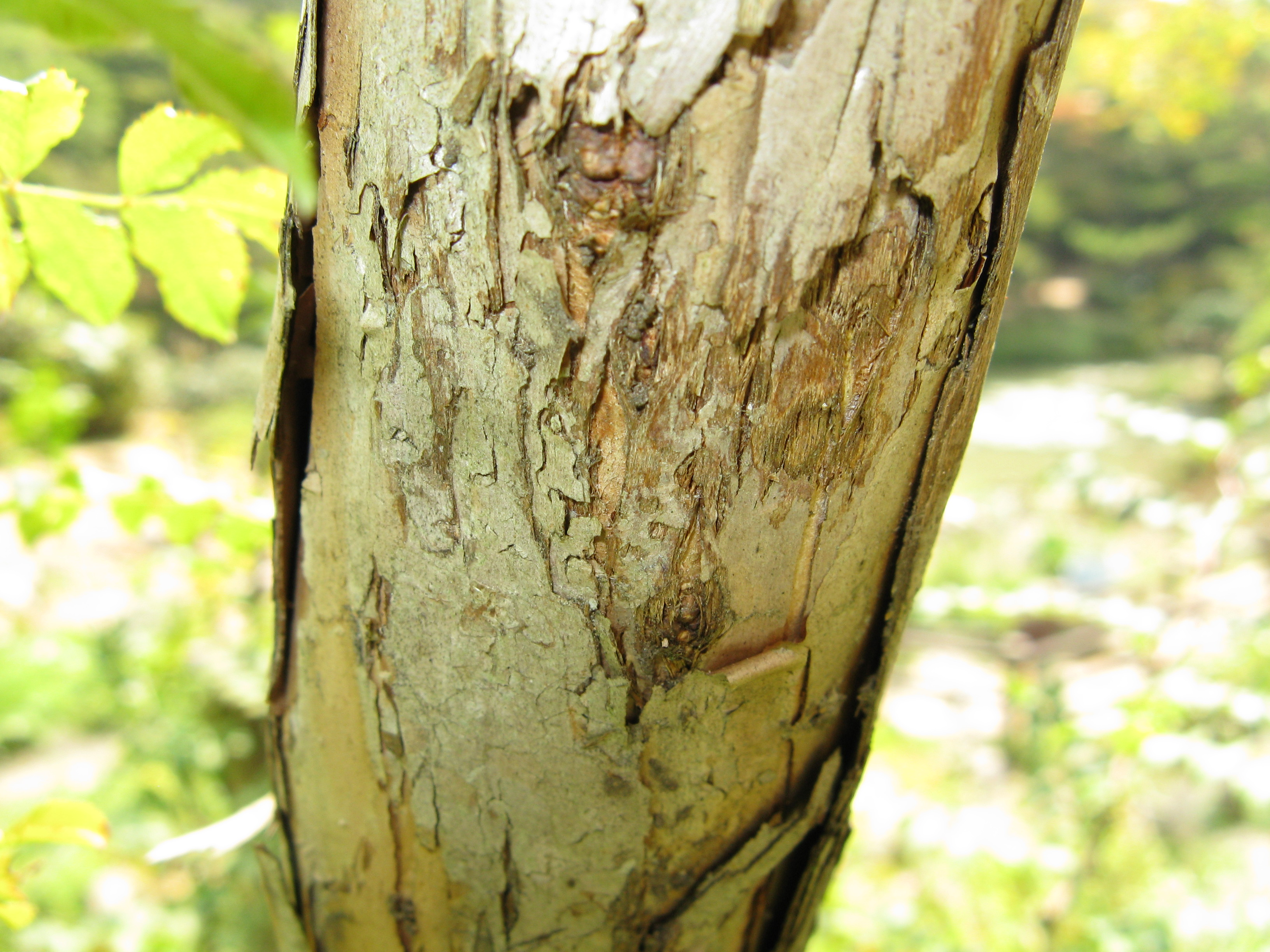
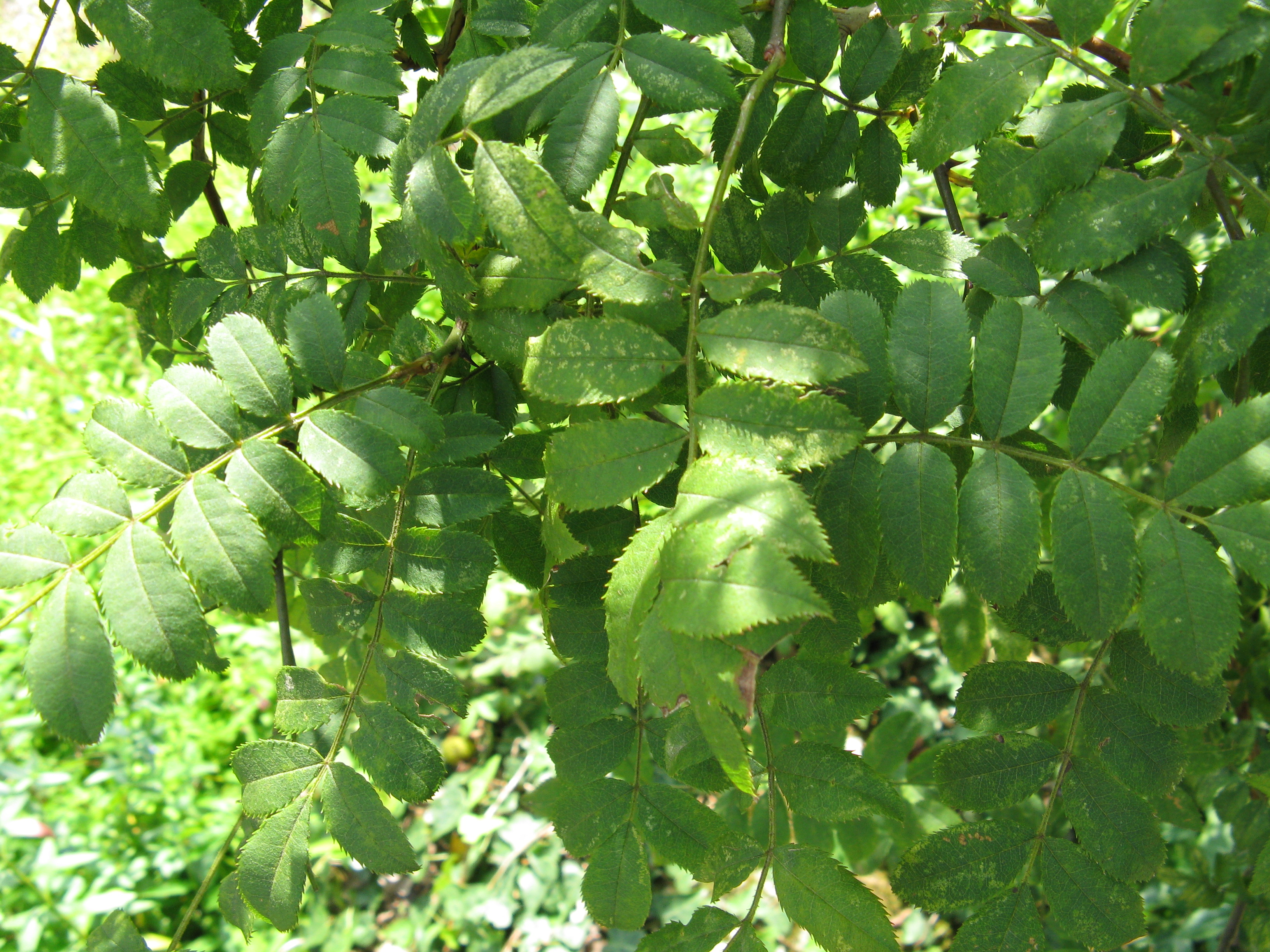
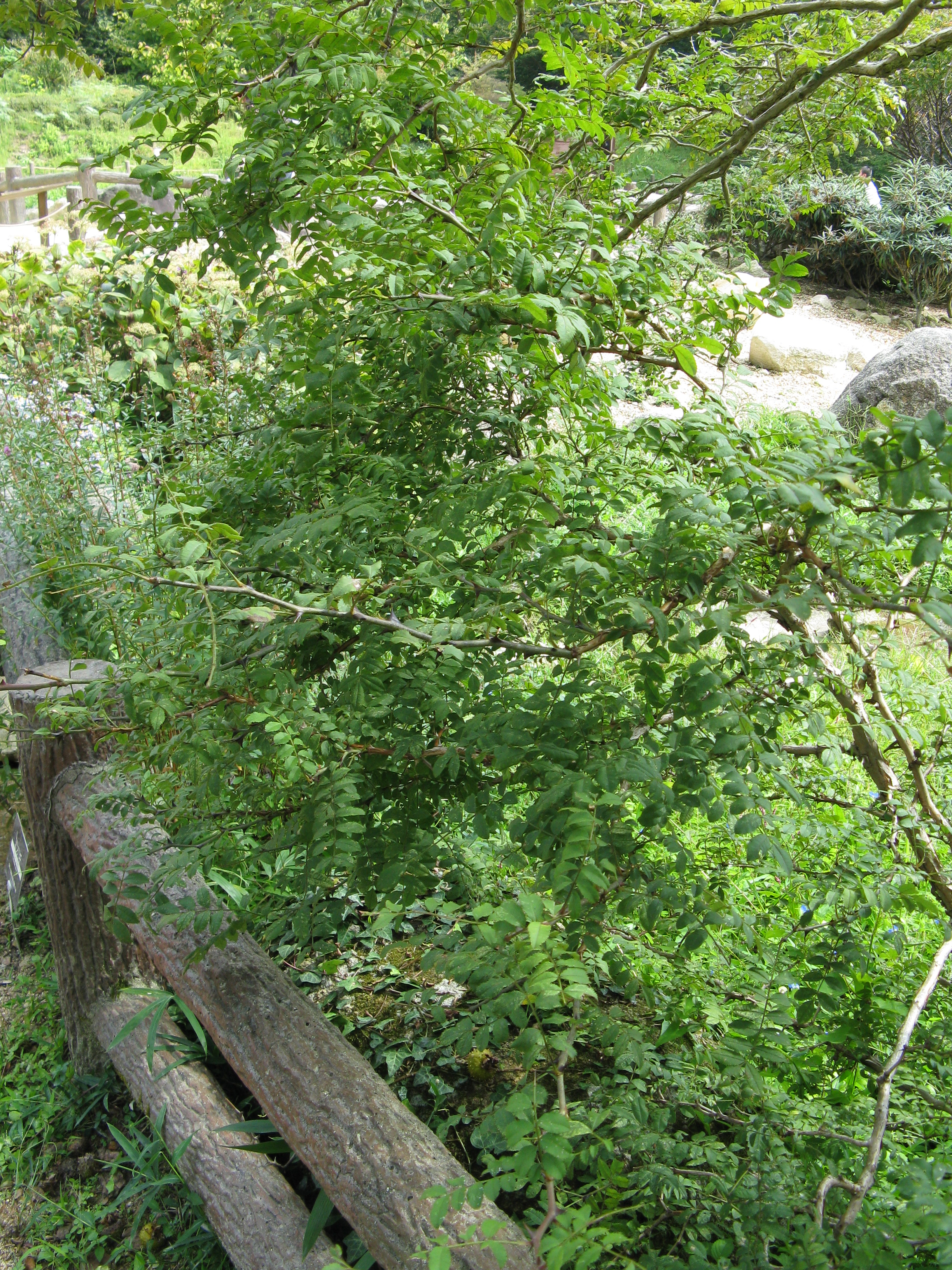